# 天空 (谭晶歌曲)
天空是由印青作曲的一首歌曲，在2008年北京夏季奥运会开幕式时用作和平鸽表演环节背景音乐，后续还在英国伦敦皇家阿尔伯特音乐厅举行的“伦敦的约定”个人独唱音乐会、2012中央电视台跨年晚会上演出